# Johann Friedrich August Dörfer
Johann Friedrich August Dörfer (* 9. März 1766 in Petersdorf auf Fehmarn; † 21. August 1827 in Preetz) war ein holsteinischer Pastor,  Historiker und Geograph.

## Leben
Dörfer wurde 1794 Prediger an der Heiliggeistkirche in Altona und 1799 evangelischer Pfarrer von Preetz, wo er sich später auf seine geografische Tätigkeit konzentrierte. Im Jahr 1821 war er Mitbegründer der Preetzer Spar- und Leihkasse und der erste, der über die Geschichte des Ortes eine ausführliche Abhandlung schrieb.
Er publizierte 1803 und 1805 ausführliche Landesbeschreibungen von Holstein und dem damals zur Gänze dänischen Schleswig. Diese Werke wurden wegen ihrer hohen Qualität bis etwa 1840 in mehreren Auflagen nachgedruckt, u. a. von seinem Sohn Theodor.
Johann Friedrich August Dörfer war Lehrer des jungen Heinrich Christian Schumacher, der später in Altona eine Sternwarte betrieb. Am 15. März 1825 erhielt Dörfer vom dänischen König den Dannebrogorden.
Johann Friedrich August Dörfer war seit 1798 mit Anna Lucia Schumacher († 1840) verheiratet. Sie hatten zwei Söhne: Carl († 1854) und Theodor Dörfer.

## Werke
- Säkulargedächtnis der Preetzer Scheelen-Predigerbibliothek. Mohr, Kiel 1801
- Topographie des Herzogthums Schleswig in alphabetischer Ordnung. (1805).
- Topographie von Holstein in alphabetischer Ordnung. Ein Repertorium zu der Karte vom Herzogthum Holstein, den Gebieten der Reichsstädte Hamburg und Lübeck und des Bisthums Lübeck und des Herzogthums Lauenburg. Röhß, Schleswig 1801. Digitalisat, 2. Auflage 1803 Digitalisat, 3. Aufl. 1807 Digitalisat
- Chronik des Klosters und Flecken Preetz, in: Neue Schleswig-Holstein-Lauenburgische Provinzialberichte, 1813, Zweites Heft, S. 129–165 Digitalisat, (Fortsetzung) Drittes Heft, S. 267–284 Digitalisat, (Schluss) Viertes Heft, S. 379–394 Digitalisat